# Jan IV (książę Meklemburgii)
Jan IV (zm. 16 października 1422 r.) – książę Meklemburgii-Schwerin od 1384 r.
Do 1388 r. tron książęcy dzielił z kuzynem Albrechtem IV, w latach 1395–1412 ze stryjem Albrechtem III (byłym królem Szwecji), a od 1412 z jego synem Albrechtem V. Był jedynym synem księcia Meklemburgii-Schwerin Magnusa I i Elżbiety, córki księcia wołogosko-rugijskiego Barnima IV Dobrego.
Pierwszą żoną Jana była Jutta, córka hrabiego Hoya Ottona III. Zmarła w 1415 r. nie pozostawiwszy dzieci. W 1416 r. Jan ożenił się ponownie, z Katarzyną, córką księcia Saksonii-Lauenburga Eryka IV. Z tego małżeństwa pochodziło dwóch synów, którzy po śmierci Jana zostali książętami Meklemburgii-Schwerin: Henryk IV Gruby i Jan V.